# Нестор (птахи)
Нестор (Nestor) — рід папугоподібних птахів, єдиний у родині Nestoridae.

## Види
| Nestor                                                                           | Nestor                                             | Nestor | Nestor |
| Назва                                                                            | зображення                                         | Опис | Ареал |
| -------------------------------------------------------------------------------- | -------------------------------------------------- | --- | --- |
| Кеа (Nestor notabilis)                                                           |                                                    | 48 см завдовжки. У забарвленні переважають оливково-зелені тони. Пір'я з темними кінцями. Дзьоб і лапи темно-коричневого кольору. Дзьоб самця довше дзьоба самиці. | Нова Зеландія: Півд. острів Високогірні ліси 850—1400 м над рівнем моря.                                           |
| Нестор білоголовий, підвид meridionalis (Nestor meridionalis meridionalis)       |                                                    | Відрізняється від підвиду septentrionalis меншим розміром, яскравішими кольорами і майже білою «короною».                                                          | Нова Зеландія: Півд. острів Незаймані ліси нотофагуса і подокарпа, влітку 450—850, взимку 0—550 м над рівнем моря. |
| Нестор білоголовий, підвид septentrionalis (Nestor meridionalis septentrionalis) |                                                    | Близько 45 см довжиною. У забарвленні переважають оливково-коричневі відтінки, пір'я з темними краями. Щоки золотисто-коричневі. «Корона» сірувата.                | Нова Зеландія: Півн. острів Незаймані ліси нотофагуса і подокарпа, влітку 450—850, взимку 0—550 м над рівнем моря. |
| Нестор скельний (Nestor productus) Вимер приблизно перед 1851 роком.             |                                                    | Близько 38 см довжиною. У забарвленні переважали оливково-коричневі відтінки. Щоки і горло червоно-оранжеві, груди солом'яного кольору.                            | Був ендеміком австралійських островів Норфолк і Філіп.                                                             |
| Кака чатемський (Nestor sp.) Вимер до 1550—1700                                  | Зовнішній вигляд невідомий, ймовірно погано літав. | Відомий лише за скам'янілими рештками. | Був ендеміком новозеландського острова Чатем.                                                                      |